# Your Place or Mine
Your Place or Mine ist ein US-amerikanischer Romantikfilm, dessen Erstveröffentlichung am 10. Februar 2023 auf Netflix erfolgte. Die Hauptrollen spielen Reese Witherspoon und Ashton Kutcher.

## Handlung
Der Film erzählt die Geschichte der alleinerziehenden Mutter Debbie, die für eine Woche ihre Wohnung in Los Angeles gegen die ihres gegensätzlichen, aber guten Freundes Peter in New York tauscht. Dabei wechseln nur die Erwachsenen den Ort, Debbies Sohn bleibt an der Westküste.

## Produktion
Im Mai 2020 wurde bekannt, dass Reese Witherspoon erstmals für Netflix drehen wird, darunter die romantische Komödie Your Place or Mine. Zu diesem Zeitpunkt stand bereits fest, dass die Verantwortung für Drehbuch und Regie bei Aline Brosh McKenna liegen wird. Zu deren früheren Drehbüchern gehören u. a. Der Teufel trägt Prada und 27 Dresses, Regie hatte sie bis dahin nicht geführt. Etwas mehr als ein Jahr später folgte Anfang August 2021 die Information, dass Ashton Kutcher die männliche Hauptrolle übernimmt.
Medienberichten zufolge teilte Witherspoon Anfang Oktober 2021 auf ihrem Instagram-Konto, dass die Aufnahmen zu dem Film begonnen hätten. Gedreht wurde zu diesem Zeitpunkt im Raum New York.